# Ајзенштат
Ајзенштат или Жељезно (мађ. Kismarton, хрв. Željezno) је важан град у Аустрији, смештен у источном делу државе. Ајзенштат је главни и највећи град покрајине Градишће, где чини засебан градски округ.

## Природне одлике
Ајзенштат се налази у источном делу Аустрије, близу границе Аустрије са Мађарском (12 км). Престоница државе, Беч, удаљена је око 40 км северозападно од града.
Рељеф: Ајзенштат се сместио у крајње западном делу Панонске низије, на прелазу у Бечку котлину. Град је у равничарском подручју и један је од најнижих градова у држави (испод 200 м н. в.).
Клима: Клима у Ајзенштату је умерено континетална са нешто више падавина због близине Алпа.
Воде: Ајзенштат нема излаз на воду, али се у близини, 10ак км источно, налази Нежидерско језеро.

## Историја
Област Ајзенштата била је насељена још у време гвозденог доба. Касније су област насељавали Келти и Римљани. Област пада под власт Хуна и за време Карла Великог под власт Бавараца. Око 1118. године помиње се утврђење на месту данашњег града. У то време област данашњег Ајзенштата припада Угарској, што ће остати све до 1921. године. Први писмени помен Ајзенштата био 1264. године под називом Минор Мортин (лат. Minor Mortin), на мађарском језику Кисмартон.
У 14. веку Ајзенштат припада мађарским великашима из породице Канижаи. Канижаи подижу градске бедеме и унутар бедема утврђење на води. У њихово време први пут се јавља име Ајзенштат. 1388. године Кишмартон или Ајзенштат добија право трговишта. 1455. године Ајзенштат долази за следећих 150 година под власт Хабзбурговаца. 1529. године и 1532. г. Османлије освајају град на њиховом походу к Бечу.
1648. године Ајзенштат припада кнежевима из угарске династије Естерхази. У то време један део Угарске припадао је Хабзбурговцима, други део Османлијама. Са утицајним кнежевима Естерхази Ајзенштат доживљава барокни порцват и расте као град. Ублизини тадашњег Ајзенштата (данас део града) Естерхазијеви граде и једну од својих резиденција, данашњи дворац Естерхази. Јозеф Хајдн живео је и стварао у овом дворцу. 1809. г. Наполеонови војници су заузели град. После пар година он је поново припао Хабзбуршком царству.

### Ајзенштат део Аустрије
Током неколико векова развоја Ајзенштат је био у сенци главног града области, Шопрона, данас у Мађарској. После Првог светског рата, са распадом Аустроугарске, долази до поделе тадашње жупаније Шопрон по етничкој основи. Већи, западни део где је преовладало становништво немачког матерњег језика, данашњи Бургенланд, а тадашња немачка западна Угарска (Deutsch-Westungarn), присједињује се 1921. г. Аустрији. Она се именује деветом аустријском савезном покрајином Бургенланд, а Ајзенштат постаје главни град нове покрајине.

## Становништво
| 1981.  | 1991.  | 2001.  | 2011.  |
| ------ | ------ | ------ | ------ |
| 10.102 | 10.349 | 11.334 | 13.101 |

По процени из 2016. у граду је живело 14339 становника. Пре једног века град је имао око 7.000 становника. У првој половини 20. века, после постављања границе близу града, он је стагнирао, али је последњих деценија број становника значајно повећао.

## Партнерски градови
- Колмар
- Бад Кисинген
- Лињано
- Sanuki
- Шопрон

## Галерија
- Градски трг са околином
- Стара градска кућа
- Хајднова улица у граду
- Градска црква